# Wilson Romero
Wilson Joel Romero Turcios (Manto, Olancho, Honduras, 4 de julio de 1988) es un futbolista hondureño. Juega de defensa y su actual equipo es el Juticalpa F. C. de la Liga Nacional de Honduras.

## Clubes
| Club            | País     | Año             |
| --------------- | -------- | --------------- |
| Juticalpa F. C. | Honduras | 2008 - 2015     |
| Alianza Becerra | Honduras | 2016            |
| Juticalpa F. C. | Honduras | 2016 - Presente |